# Vôlei Louveira
O Vôlei Louveira é uma equipe brasileira de voleibol feminino da cidade de Louveira, São Paulo. Atualmente disputa a Superliga Brasileira de Voleibol Feminino - Série B.

## Elenco Atual
Elenco do Vôlei Louveira para a temporada 2025/2026.